# 重慶條約
《重慶條約》，或稱《煙台續增重慶條約專條》、《煙台條約續增專條》，为光緒十六年（1890年）3月31日，英駐華公使華三（Fohn Washam）與總理各國事務衙門慶親王奕劻簽定重慶條約六款，其中规定：“一、重庆即准作为通商口岸无异；二、英商自宜昌至重庆往来运货，或雇佣华船，或自备华式之船，均听其便……”

## 历史
1869年，英国曾派遣一个海军小组勘测宜昌到重庆的航道，为重庆开埠进行可行性论证，但因为滩多水急、行船太难而被迫停止；1876年9月13日，《烟台条约》正式签署，并很快得到清政府批准，其中“通商事务”有一条规定“又四川重庆府可由英国派员驻寓，查看川省英商事宜。轮船未抵重庆以前，英国商民不得在彼居住，开设行栈，俟轮船能上驶后，再行仪办”，此条确定了重庆开埠的前提条件。
因上述条约要求先将轮船开至重庆，再议通商事宜，英国极力支持本国轮船主尽快把轮船开到重庆，船主立德乐（Alicia Little）则于1885年向清政府申请宜昌、重庆之间航行执照，并于2年后办航运公司准备试航，为此，中英间再次开始谈判，后于1890年3月31日，《烟台条约续增专条》正式签订，次年3月1日，重庆对外开埠并设关。1898年3月，立德乐率“利川”轮开到朝天门，开埠条件满足，重庆被迫辟为通商口岸。